# Erioptera sexaculeata
Erioptera sexaculeata là một loài ruồi trong họ Limoniidae. Chúng phân bố ở miền Cổ bắc.